# Saint-Paul (metrostation)
Saint-Paul er en station på metronettet i Paris og betjener metrolinje 1. Den ligger i 4. arrondissement og har tilnavnet Le Marais.
Den er navngivet til ære for apostlen Paulus.

## Historie
Indtil 2007 var der på stationens perroner udstillingsvinduer, som både blev benyttet som reklameplads for kvarterets handlende og til udstillinger med forskellige temaer omkring nutidige designere. I 2009 er stationen under renovering, så disse vinduer er fjernet. Den fik forhøjet sine perroner som forberedelse til linje 1's overgang til automatisk drift i weekenden 4. og 5. april 2009..

## Beliggenhed
Stationens udgang ligger, hvor Rue Saint-Antoine bliver til Rue de Rivoli.

## Adgang
Der findes kun en enkelt trappe til stationen, og den fører til perronen i retning mod Château de Vincennes. Der er ikke nogen adgang til perronen i modsat retning.

## Trafikforbindelser
- RATP

## Omgivelser
Stationen betjener bykvarteret Le Marais og mere specifikt gymnasierne Charlemagne og Sophie Germain samt gaderne Rue des Rosiers (Pletzl), Rue Saint-Antoine og begyndelsen af Rue de Rivoli.
Den ligger desuden tæt ved borgmesterkontoret for 4. arrondissement og ved Place des Vosges.

## Udsmykning
Ved stationen står en sjælden lampe af typen Val d'Osne. Disse blev opstillet i 1909 og var almindelige til 1923, men de fleste af dem er nu helt forsvundet. Skiltet "METRO" er omgivet af en frise i smedejern, og oven over den findes en hvid lysende kugle i opalglas.

## Galleri
- Rue de Rivoli og Place Saint-Paul. I det fjerne ses Hôtel de Ville og Tour Saint-Jacques.
- Stationen er udsmykket med en Val d'Osne-lampe.
- Nærbillede af Val d'Osne-lampen.
- Rulletrappens udmunding.